# Varzea bistriata
Varzea bistriata — вид сцинкоподібних ящірок родини сцинкових (Scincidae). Мешкає в Південній Америці.

## Поширення і екологія
Varzea bistriata мешкають в Бразильській Амазонії, в долинах річок Амазонка, Шінгу, Мадейра, Пурус, Ріу-Негру і Ваупес. Спостерігалися на території Французької Гвіани і Перу, можливо, також присутні у Венесуелі і Колумбії. Вони живуть у сезонно затоплюваних варзейських лісах. Живородні, живляться безхребетними і дрібними хребетними.